# Артур, Мишель
Мише́ль А́ртур (англ. Michelle Arthur) — английско-американская актриса

 и сценаристка.

## Биография

### Ранние годы
Мишель Артур родилась в Великобритании, но позже эмигрировала в США.
До того, как активно начать сниматься в кино и на телевидении, работала ассистентом производства и дизайнера по костюмам фильмов.

### Карьера
Мишель дебютировала в кино в 1986 году, сыграв роль Сестёр Торп в фильме «Нортенгерское аббатство». В 2004—2005 годы Артур сыграла роль Мишель, бортпроводницы № 3, в 4-х эпизодах телесериала «Остаться в живых». Всего, по состоянию на 2016 год, в её фильмографии насчитывается 35 работ в фильмах, телесериалах и видеоиграх, которые она часто озвучивает.
В 2008—2009 годы написала сценарий к 12-ти эпизодам комедийного телесериала Эли Уэнтуорт «Тяжёлый случай», где начала сниматься в 2007 году.

## Фильмография
Актриса
| Год       |    | Русское название                   | Оригинальное название                   | Роль                                                   |
| --------- | -- | ---------------------------------- | --------------------------------------- | ------------------------------------------------------ |
| 1986      | тф | Нортенгерское аббатство            | Northanger Abbey                        | Сёстры Торп                                            |
| 1995      | ф  | Золотой глаз                       | GoldenEye                               | Анна                                                   |
| 2002      | с  | Шпионка                            | Alias                                   | Эбигейл                                                |
| 2003      | ф  | Фаворит                            | Seabiscuit                              | подруга Марселы                                        |
| 2003      | ки | Armed & Dangerous                  | Armed and Dangerous                     | Прокажённый Мальчик / Прокажённая Женщина / Леди Пруда |
| 2004      | ф  | Терминал                           | The Terminal                            | репортёр                                               |
| 2004      | ки | EverQuest II                       | EverQuest II                            | Смит Кэйлесс Чэмберс / Торговка Танайра / Вида Суипс   |
| 2004—2005 | с  | Остаться в живых                   | Lost                                    | бортпроводница Мишель                                  |
| 2005      | с  | Анатомия страсти                   | Grey's Anatomy                          | Брук                                                   |
| 2005      | ф  | Аферисты: Дик и Джейн развлекаются | Fun with Dick and Jane                  | секретарша Дика                                        |
| 2006      | ки | Final Fantasy XII                  | Fainaru Fantajī Tuerubu                 | Йоте                                                   |
| 2006      | ф  | Миссия невыполнима 3               | Mission: Impossible III                 | работница авиакомпании                                 |
| 2006      | мф | Делай ноги                         | Happy Feet                              | Адели Чика                                             |
| 2007      | ф  | Роковое число 23                   | The Number 23                           | Сибил                                                  |
| 2007      | ф  | Война Чарли Уилсона                | Charlie Wilson's War                    | медсестра беженцев                                     |
| 2009      | с  | Терминатор: Битва за будущее       | Terminator: The Sarah Connor Chronicles | Дэна                                                   |
| 2011      | с  | Частная практика                   | Private Practice                        | психиатр                                               |
| 2012      | ки | Kingdoms of Amalur: Reckoning      | Kingdoms of Amalur: Reckoning           | Дополнительные голоса                                  |
| 2012      | ф  | Морской бой                        | Battleship                              | британский диктор                                      |
| 2013      | ки | Marvel Heroes                      | Marvel Heroes                           | Валькирия                                              |
| 2013      | ф  | Спасти мистера Бэнкса              | Saving Mr. Banks                        | Полли                                                  |
| 2014      | ки | The Elder Scrolls Online           | The Elder Scrolls Online                | Дополнительные голоса                                  |
| 2014      | ки | WildStar                           | WildStar                                | Святящаяся Женщина                                     |
| 2016      | ки | Uncharted 4: A Thief's End         | Uncharted 4: A Thief's End              | Дополнительные голоса                                  |
| 2016      | с  | Теория Большого взрыва             | The Big Bang Theory                     | Миссис Петреску                                        |

Ассистент производства
- 1985 — «Компрометирующие позы» / Compromising Positions

Ассистент дизайнера по костюмам
- 1995 — «Безопасность» / Safe